# Joseph Pitton de Tournefort

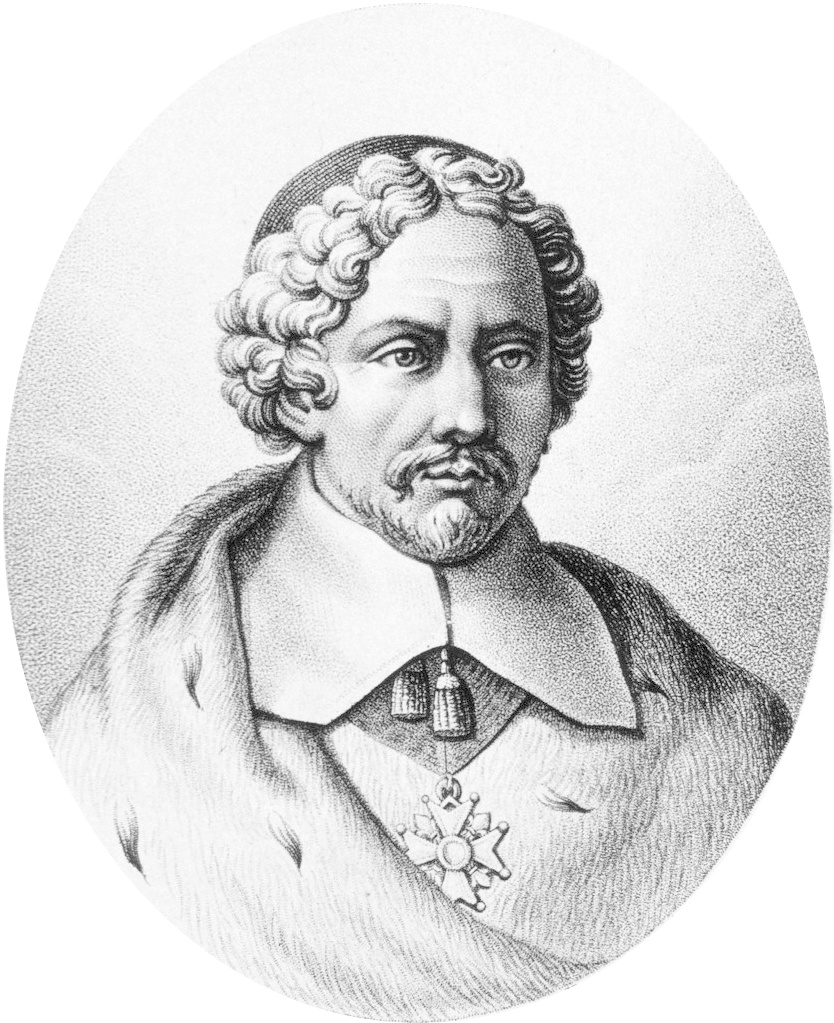
Joseph Pitton de Tournefort

Joseph Pitton de Tournefort (ur. 5 czerwca 1656 w Aix-en-Provence – zm. 28 grudnia 1708 r. w Paryżu) – francuski botanik, lekarz, pionier w systematyce roślin.

Trasa podróży badawczych Tourneforta

Dopiero po śmierci ojca, który zmusił go do kapłaństwa, był w stanie rzucić studia teologiczne i studiować botanikę. Podjął też fach lekarza w celach zarobkowych.
W 1688 r. został nominowany na profesora w Jardin des Plantes w Paryżu. Zebrał wiele gatunków roślin na ekspedycjach naukowych do Pirenejów, Azji Mniejszej i Grecji. Zyskał sławę dzięki swoim pracom botanicznym, zwłaszcza ilustrowanym Éléments de botanique (1694).
Skupiał się na klasyfikacji rangi rodzaju, opierał się całkowicie na strukturze kwiatu i owoców. Miał duży wpływ na rozwój nomenklatury dwumianowej.